# Roebuck Castle
Roebuck Castle (irisch Caisleán Reabóige) war eine Burg und gleichnamiges Anwesen in den irischen Baronaten Dublin, Uppercross und Rathdown.

## Geschichte
Kurz nach der anglonormannischen Eroberung von Irland (ab 1169) wurde ein Ort namens „Rabuck“ oder „Roebuck“ erstmals erwähnt. 1261 gehörte das Anwesen Fromund Le Brun, dem Kanzler von Irland.
Noch im 13. Jahrhundert wurde an dieser Stelle eine Burg errichtet, die allerdings im Zuge der irischen Rebellion 1641 stark beschädigt wurde. 1765 malte der niederländische Maler Gabriel Beranger die Ruine, die die Burg seit der Zerstörung während der Rebellion war. Nicholas Barnewall, 14. Baron Trimlestown, verkaufte das Anwesen um 1800 an James Crofton, einen Angestellten des irischen Schatzamtes.
Im Jahre 1856 erwarb die Familie Westby das Anwesen und von 1943 bis 1985 gehörte es der Kongregation der Kleinen Schwestern der Armen. Später wurde es Teil des Campus des University College Dublin.